# 休曼法案

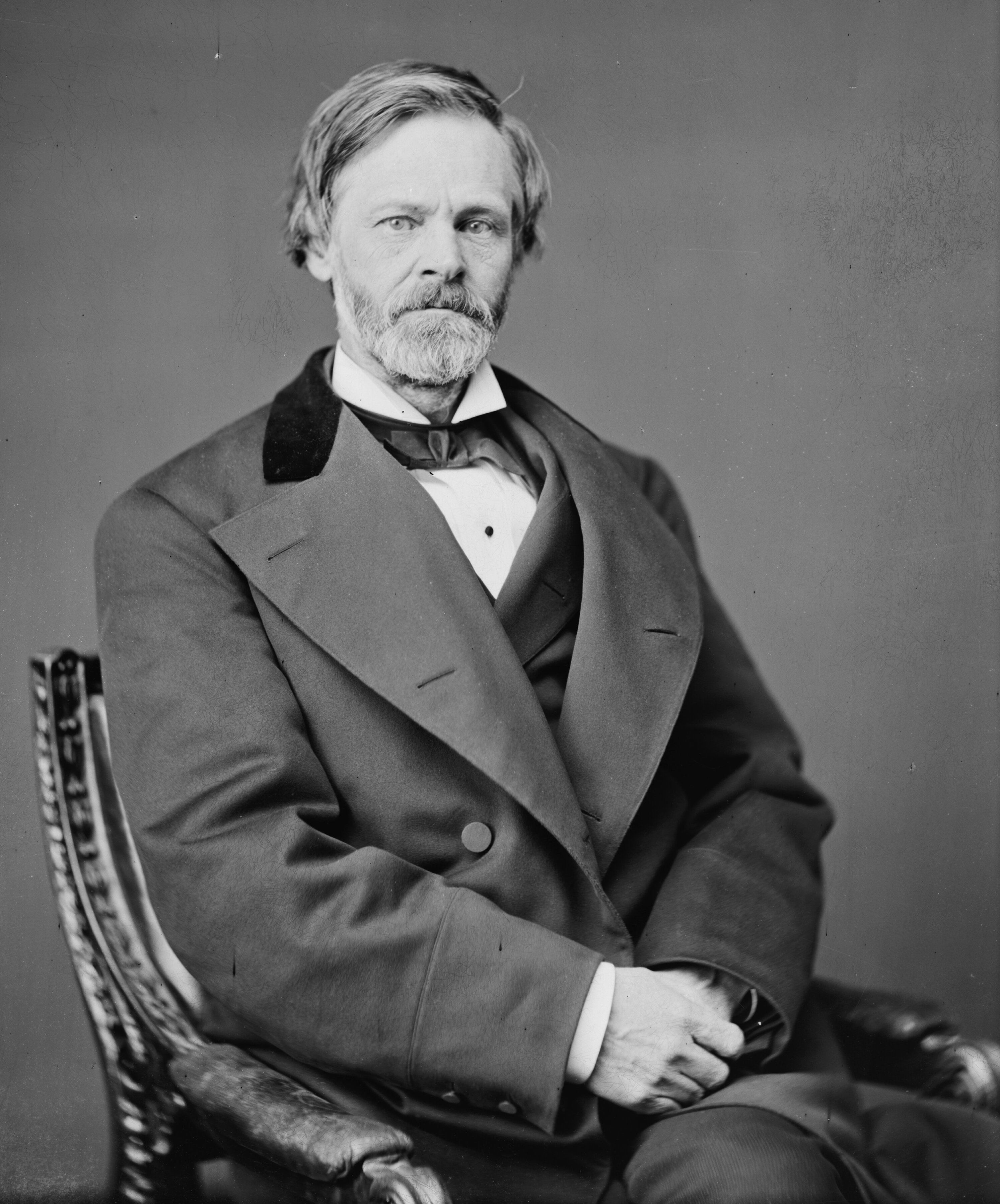
參議員约翰·舍曼（共和黨–俄亥俄州），《休曼法案》的主要起草者.

《休曼反壟斷法案》（英語：Sherman Antitrust Act，1890年7月2日通過），又譯為《谢尔曼反垄断法》，經常被簡稱為《休曼法案》（Sherman Act），為美國聯邦的反托拉斯法，要求美國聯邦政府有責任去調查並且起訴，有托拉斯行為的公司與組織。
它是美國第一個針對獨佔與卡特爾的法律。由俄亥俄州參議院議員、參議院財政委員會主席约翰·謝爾曼在1890年提出。

## 外部連結
政府信息
- U.S. Department of Justice: Antitrust Division （页面存档备份，存于）
- U.S. Department of Justice: Antitrust Division – text of SHERMAN ANTITRUST ACT, 15 U.S.C. §§ 1–7 （页面存档备份，存于）

额外信息
- Antitrust Division's "Corporate Leniency Policy" （页面存档备份，存于）
- Antitrust （页面存档备份，存于） by Alan Greenspan
- Dr. Edward W. Younkins (February 19, 2000). "Antitrust Laws Should Be Abolished" （页面存档备份，存于）.

其他
- 《哈特-斯科特-羅迪尼反托拉斯改進法》
- 《克萊頓反托拉斯法》 （页面存档备份，存于）

template:US history